# Кязимов, Махаббат Аллахверди оглы
Махаббат Аллахверди оглы Кязимов (азерб. Məhəbbət Allahverdi oğlu Kazımov; 2 июля 1953, Чорман, Лачинский район — 27 января 2014, Баку) — азербайджанский певец, Заслуженный артист Азербайджана (2012).

## Биография
Родился в селе Чорман Лачинского района. По словам поэта Османа Алыева, знавшего певца лично, Кязимова в реальности звали Мохуббат (азерб. Möhübbət) — так его имя фигурировало в документах. Но на заре его карьеры диктор Азербайджанского Гостелерадио Роза Тагиева, представляя его публике, прочла его имя как «Махаббат» (созвучно с азерб. məhəbbət «любовь»), и позже это имя закрепилось за ним на сцене.
Махаббат Кязимов ещё в детстве отличался своими музыкальными способностями. В 1974 году по настоянию родственников уехал в Баку для получения музыкального образования. Поступил в Бакинское музыкальное училище им. Асафа Зейналлы. Первые уроки мугама брал у Наримана Алиева. Впоследствии учился в классе Агахана Абдуллаева.
С 1976 года выступал на профессиональной сцене. С 1977 года являлся солистом ансамбля «Дан-Улдузу». 
Работал в Азербайджанской государственной филармонии.
При организации Азгосконцерта гастролировал за границей, в том числе в Турции, России, Иране, Чехословакии.
Махаббат Казымов исполнял азербайджанские народные песни, мугам и другое. 
Руководил инструментальным ансамблем «Лачин». 
Выпустил около пятидесяти альбомов.
14 сентября 2012 года удостоен почётного звания «Заслуженный артист Азербайджана».
27 января 2014 скончался от приступа эпилепсии.

## Личная жизнь
В 1990 году женился, отец троих детей.